# 尖尾箭竹
尖尾箭竹（学名：Fargesia cuspidata）为禾本科箭竹属下的一个种。

## 扩展阅读
- 維基物種上的相關：尖尾箭竹